# توماس اورورک
توماس اورورک (انگلیسی: Thomas O'Rourke؛ زادهٔ ۲۴ دسامبر ۱۹۳۴) دوچرخه‌سوار اهل ایالات متحده آمریکا است. وی در بازی‌های المپیک تابستانی ۱۹۵۲ شرکت کرده است.